# Konstanty Marian Czartoryski
Konstanty Marian Czartoryski, né le 9 avril 1822 à Vienne, mort le 31 octobre 1891 à Vienne, est un prince polonais de la famille Czartoryski.

## Biographie
Konstanty Marian Czartoryski est le fils de Konstanty Adam Czartoryski et de Maria Dzierżanowska

## Sources
- (pl) Cet article est partiellement ou en totalité issu de l’article de Wikipédia en polonais intitulé « Konstanty Marian Czartoryski » (voir la liste des auteurs).